# Multiverso (Universo cinematográfico de Marvel)
El multiverso es un escenario ficticio dentro del Universo cinematográfico de Marvel (MCU). Basado en el escenario del mismo nombre de Marvel Comics, es una colección de infinitas realidades y dimensiones alternativas. Explorado por primera vez en la película Doctor Strange (2016), se revisa en la película Avengers: Endgame (2019) antes de desempeñar un papel clave en las Fases Cuatro, Cinco y Seis del MCU, que comprenden «The Multiverse Saga». El Multiverso del MCU se centra en un único universo llamado «Sagrada Línea del Tiempo», en el que la «Time Variance Authority» (TVA) trabaja para evitar que se formen universos ramificados. «He Who Remains», el supervisor secreto de la «Sagrada Línea del Tiempo», muere a manos de Sylvie, tras lo cual se libera el multiverso y se forma un número infinito de universos.
Se han introducido muchas versiones alternativas de personajes del MCU existentes a través del multiverso, sobre todo las de Loki, Kang el Conquistador, Spider-Man, Doctor Strange, Deadpool y Logan. La realidad principal representada en el MCU se designa como Tierra-616 empezando con la película Doctor Strange in the Multiverse of Madness (2022), a pesar de haber sido designada como Tierra-199999 por Marvel Comics y medios externos. El multiverso ha recibido una respuesta mixta de los críticos, con elogios por sus imágenes y atractivo nostálgico, pero críticas por su excesiva dependencia del «fanservice». La incorporación de personajes de películas de Marvel ajenas al MCU también ha generado especulaciones y discusiones entre espectadores y comentaristas.

## Concepto y creación
El multiverso se introdujo por primera vez en Marvel Comics durante las décadas de 1960 y 1970. En Strange Tales #103 (1962), el personaje Johnny Storm de los Cuatro Fantásticos es teletransportado a una realidad alternativa por primera vez en la historia de Marvel, con el personaje enviado a la Quinta Dimensión. El concepto del multiverso se exploró luego completamente en What If...? #1 (1977) y Marvel Two-in-One #50 (1979), con el término "multiverso" usado por primera vez en la serie What If...?. La realidad principal que aparece en los cómics, Tierra-616, fue nombrada por primera vez en The Daredevils # 7 (1983) por el creador de Capitán Britania, David Thorpe, para diferenciar al personaje de sus versiones alternativas.
En 2008, se estrenó la película Iron Man, que dio inicio a la franquicia del Universo cinematográfico de Marvel (MCU). Posteriormente, Marvel Comics designó el escenario de la franquicia como Tierra-199999 en la versión de tapa dura del Official Handbook of the Marvel Universe A-Z, vol. 5 (2008). Se ha demostrado que los personajes Loki, Gwenpool y Doctor Strange de los cómics conocen la existencia del MCU. El multiverso se presenta al MCU en la película Doctor Strange (2016), y el director Scott Derrickson señala que el personaje de los cómics había "abrió el universo del cómic de Marvel en el multiverso de Marvel". En ese momento, el productor y presidente de Marvel Studios, Kevin Feige, declaró que no había planes para explorar universos paralelos similares a los que aparecen en los cómics, sino que la película exploraba varias "dimensiones alienígenas".
El multiverso del MCU se revisa en la película Avengers: Endgame (2019), en la que los Vengadores viajan a cuatro líneas de tiempo alternativas como parte de un "Atraco al tiempo". El escape de una versión alternativa de Loki de una Nueva York alternativa de 2012 prepara la primera temporada de la serie de Disney+, Loki (2021). El multiverso juega un papel central en la Fase Cuatro del UCM, sobre todo en la primera temporada de Loki, la primera y segunda temporada de la serie de Disney+, What If...? (2021 y 2023), la película Spider-Man: No Way Home (2021), y la película Doctor Strange in the Multiverse of Madness (2022). Las Fases Cuatro, Cinco y Seis del MCU comprenderán «The Multiverse Saga».
Los showrunners de Loki colaboraron con los equipos detrás de la serie de Disney+, WandaVision (2021), What If...?, y la película Ant-Man and the Wasp: Quantumania (2023), ya que los tres proyectos están conectados al multiverso de alguna manera. Junto con la coproductora ejecutiva de WandaVision, Mary Livanos y el productor ejecutivo de What If...?, Brad Winderbaum, los productores ejecutivos de Loki, Kevin Wright y Stephen Broussard desarrollaron un "libro de reglas" con respecto al multiverso y las líneas de tiempo alternativas del MCU. Feige también se reunió con ejecutivos de Marvel Studios para discutir las reglas del multiverso y cómo lo presentarían al público.
Con el lanzamiento de The Marvel Cinematic Universe: An Official Timeline en octubre de 2023, Feige escribió en su prólogo que Marvel Studios solo consideraba, en ese momento, proyectos desarrollados por ellos en su primera cuatro fases como parte de su «Sagrada Línea Temporal», pero reconoció la historia de otras películas de Marvel y televisión series que existirían en el multiverso más grande dado que eran "canónicas para Marvel". Además, señaló que a medida que Marvel Studios avanzaba en la «The Multiverse Saga», otras líneas de tiempo externas tenían el potencial de "colapsar o converger" con la Sagrada Línea del Tiempo.

## Representaciones

### La Saga Infinity

#### Doctor Strange(2016)
En Doctor Strange, el término "multiverso" es utilizado por primera vez por los Maestros de las Artes Místicas para describir a la multitud de dimensiones dentro del UCM. El personaje Ancient One (Ancestral, en español) lleva al Dr. Stephen Strange en un viaje a través del multiverso, pasando por diferentes universos y realidades de bolsillo, incluido el Reino Cuántico presentado en la película Ant-Man (2015), la Dimensión Mandelibus, Dimensión Actiniaria, Dimensión Flor de Incienso y Dimensión Jalea de Hierba. Internamente conocida como "Magical Mystery Tour" en Marvel Studios, la escena originalmente tenía una duración de siete minutos. En una escena no realizada de la película Avengers: Infinity War (2018), Strange envía a Thanos a través de una serie de universos alternativos, emulando el "Magical Mystery Tour". La película explora sobre todo la Dimensión Astral, la Dimensión Oscura, y la Dimensión Espejo.
Se consultó al astrofísico, Adam Frank sobre la representación del multiverso en Doctor Strange, y ofreció orientación sobre cómo representar las dimensiones de manera científica. Frank declaró que no creía que el multiverso existiera en la vida real, pero lo veía como una "gran idea para usar en la ficción". Agregó que la descripción de la película no necesitaba ser científicamente precisa siempre que "[se basara] en la forma en que los científicos piensan sobre la realidad y piensan sobre el espacio y las dimensiones".

#### Temporada 5 deAgentes de S.H.I.E.L.D.(2017-2018)
La mayor parte de la quinta temporada de la serie de ABC, Agents of S.H.I.E.L.D. (2017-2018) está ambientadA en un futuro alternativo, alrededor de la época de Infinity War, donde la Tierra ha sido destruida. El equipo protagonista de S.H.I.E.L.D. regresan al presente al final de la temporada.

#### Avengers: Endgame(2019)
En Endgame, los Vengadores viajan en el tiempo a través del Reino Cuántico en tres grupos al Campamento Lehigh en 1970, Nueva York en 2012, Asgard en 2013, así como a Morag y Vormir en 2014, para recuperar las seis Gemas del Infinito desplazadas a través del tiempo. Los eventos de The Avengers (2012), Thor: The Dark World (2013) y Guardians of the Galaxy (2014) son revisados en la película. La película establece las reglas del viaje en el tiempo en el MCU, rechazando la paradoja del abuelo y el efecto mariposa que afirman que los cambios en el pasado afectarán el futuro en la misma línea de tiempo. En cambio, la película estipula que cuando se cambia el pasado o el futuro, diverge de la línea de tiempo principal a una alternativa, creando efectivamente un universo paralelo.
Cuando Tony Stark / Iron Man y Scott Lang / Ant-Man intentan adquirir el Teseracto de Nueva York de 2012, una versión alternativa de Loki escapa con él.  Versiones alternativas de Thanos, Gamora y Nebula se teletransportan desde 2014 al Complejo de los Vengadores en la actualidad, lo que lleva a una batalla entre los Vengadores y Thanos. Posteriormente, Steve Rogers / Capitán América devuelve las Gemas del Infinito y un Mjölnir rescatado por Thor a sus líneas de tiempo originales, eligiendo quedarse con una versión alternativa de Peggy Carter en 1949 y envejecer con ella. Los directores y guionistas de la película no están de acuerdo sobre si esto se hizo en una realidad alternativa a través de un viaje en el tiempo, o en el pasado en la línea de tiempo principal.

#### Spider-Man: Lejos de casa(2019)
En la película Spider-Man: Lejos de casa (2019), Quentin Beck / Mysterio le afirma a Peter Parker / Spider-Man que él y los Elementales son de una realidad alternativa en el multiverso llamado Tierra-833, llamando al universo principal representado en el UCM, Tierra-616. Más tarde se revela que esto es una artimaña ideada por Beck y su equipo para vengarse de Stark, su antiguo empleador. Además, J. K. Simmons aparece en una escena de mitad de créditos como J. Jonah Jameson, después de interpretar previamente al personaje en la trilogía de Spider-Man de Sam Raimi,  pero el director Jon Watts aclaró que el personaje era una nueva encarnación y no "de otra dimensión o multiverso". A pesar de esto, Feige confirmó que efectivamente existía un multiverso en el MCU.

#### Temporada 7 deAgentes de S.H.I.E.L.D.(2020)
En la séptima temporada de Agents of SHIELD (2020), el equipo de S.H.I.E.L.D. persigue a los Chronicoms a través del tiempo a través de "mareas". Los primeros episodios de la temporada parecían contradecir las reglas de viaje en el tiempo establecidas por Endgame, aunque luego se reveló que se creó una nueva línea de tiempo como resultado de que el equipo de S.H.I.E.L.D. alteró eventos en el pasado, en línea con la representación del viaje en el tiempo de Endgame. El final de la serie, «What We're Fighting For», confirma que los eventos de la temporada habían tenido lugar en una línea de tiempo ramificada, con Leo Fitz liderando al equipo de regreso a la línea de tiempo principal del MCU a través del Reino Cuántico.

### The Multiverse Saga

#### Temporada 1 deLoki(2021)
El concepto del multiverso se explora en profundidad por primera vez en la primera temporada de Loki, que da inicio a una historia centrada en el multiverso en el UCM. En ella, la versión de Loki que escapó de Nueva York en 2012 durante los eventos de Endgame es capturada por la «Time Variance Authority» (TVA, ó AVT, en español), una organización fuera del tiempo y el espacio que monitorea el multiverso. La serie designa la realidad principal representada en el UCM como la Sagrada Línea del Tiempo, y la AVT se esfuerza por mantener este flujo de tiempo en todos los universos "podando" líneas de tiempo alternativas que se han desviado significativamente de la Sagrada Línea, utilizando cargos de reinicio. Loki, que es etiquetado como una "variante" por la AVT, es reclutado por el agente Mobius M. Mobius para cazar a Sylvie, otra versión alternativa de sí mismo que ha estado emboscando Minuteros de la AVT en líneas de tiempo alternativas. Después de una escaramuza en un supermercado Roxxon en el 2050, el dúo se ve obligado a trabajar juntos para escapar de Lamentis-1 en 2077, una luna destinada a ser destruida en una línea de tiempo alternativa.
Se introducen variantes adicionales de Loki en el Vacío, una dimensión estéril al final de los tiempos donde se envían a todos los individuos y objetos después de ser podados por la AVT. Estos incluyen al anciano Classic Loki, el adolescente Kid Loki, el Jactancioso Loki que empuña un martillo y el reptiliano Alligator Loki. En el final de temporada, «For All Time. Always.», Loki y Sylvie conocen a «He Who Remains»,, una figura misteriosa del siglo 31 que puso fin a una guerra multiversal entre variantes de sí mismo antes de establecer la AVT. Él es asesinado por Sylvie, lo que permite que los universos se separen de la Sagrada Línea del Tiempo y, a su vez, conduce a la recreación del multiverso. En los momentos finales del episodio, Loki es transportado a una AVT alternativa, donde se encuentra con un Mobius que no lo reconoce y ve una estatua de Kang el Conquistador, una variante malévola de «He Who Remains». Este episodio establece los eventos de Multiverse of Madness, No Way Home y Quantumania.
Según el escritor principal, Michael Waldron, las reglas de viaje en el tiempo establecidas por Endgame se elaboran en la serie, describiendo el multiverso como un grupo superpuesto de líneas de tiempo entrelazadas que ocurren al mismo tiempo. La Sagrada Línea del Tiempo se representa como una forma circular cuando se ve desde la Ciudadela al Fin de los Tiempos, un concepto concebido por los artistas del guion gráfico de la serie y pensado por la directora Kate Herron como una "imagen impactante". Los primeros conceptos de la serie incluían varios otros períodos de tiempo que finalmente no se visitaron en la temporada. Feige ha declarado que los eventos de Loki dejarían un impacto significativo y duradero en el MCU, y Waldron agregó que la serie tendría "ramificaciones de gran alcance" en toda la franquicia.

#### Temporada 1 deWhat If...?(2021)
La primera temporada de What If...? explora numerosas realidades alternativas que se han desviado de la Sagrada Línea del Tiempo. La serie está narrada por el Vigilante, un ser todopoderoso que observa el multiverso sin interferir. Las realidades alternativas que aparecen en la temporada incluyen una en la que Peggy Carter se convierte en la supersoldada Capitana Carter, una en la que T'Challa se convierte en Star-Lord, una en la que los Vengadores son asesinados por Hank Pym / Yellowjacket durante los eventos del cómic relacionado Fury's Big Week (2012), uno en el que Stephen Strange es corrompido por la magia oscura, uno en el que Janet van Dyne / Wasp desencadena un apocalipsis zombi, uno en el que Erik "Killmonger" Stevens rescata a Stark antes de provocar una guerra entre Wakanda y los EE. UU., una en la que Thor es hijo único y vive un estilo de vida fiestero, y otra en la que Ultrón usa las Gemas del Infinito para exterminar toda la vida en el universo.
El Vigilante se niega a intervenir cuando el corrupto Strange le suplica que salve su universo que se derrumba, citando su juramento de no hacerlo. Pero después de no poder derrotar a Ultron, que empuña las Gemas del Infinito, el Vigilante rompe su juramento y recluta a seis héroes multiversales para conformar los Guardianes del Multiverso en un esfuerzo por salvar el multiverso. El escritor principal, A. C. Bradley no estaba seguro de cómo Loki y Multiverse of Madness representarían el multiverso, ya que la producción en What If...? comenzó mucho antes que esos dos proyectos, por lo que decidió dejar la mayor parte de la "construcción de reglas" multiversal de MCU a los equipos detrás de Loki y Multiverse of Madness.

#### Spider-Man: No Way Home(2021)
No Way Home conecta el MCU con otras películas de Spider-Man de Sony Pictures, con múltiples personajes de realidades alternativas transportados accidentalmente a la línea de tiempo principal debido a un hechizo mal lanzado realizado por Strange con la intención de borrar el conocimiento del mundo sobre la identidad de Parker como Spider-Man. Tobey Maguire, Alfred Molina, Willem Dafoe y Thomas Haden Church repiten sus papeles como Peter Parker / Spider-Man, Otto Octavius / Doctor Octopus, Norman Osborn / Green Goblin y Flint Marko / Sandman, respectivamente, de la trilogía de Spider-Man de Raimi; Andrew Garfield, Jamie Foxx y Rhys Ifans repiten sus papeles como Peter Parker / Spider-Man, Max Dillon / Electro y Curt Connors / Lizard, respectivamente, de las películas The Amazing Spider-Man de Marc Webb; mientras que Tom Hardy repite sus papeles como Eddie Brock y Venom de Universo Spider-Man de Sony (SSU). Muchos de estos actores llegaron a los platós con capas para evitar filtraciones de su participación.
En la película, Parker se niega a enviar a Octavius, Osborn, Marko, Dillon y Connors a sus destinos mortales en sus realidades originales, atrapando a Strange en la Dimensión Espejo. Después de que todos menos Octavius se vuelven rebeldes, Parker se une a sus homólogos alternativos, apodados "Peter-Dos" (Maguire) y "Peter-Tres" (Garfield), en el desarrollo de curas para los villanos multiversales. Durante una batalla frente a la Estatua de la Libertad, la destrucción de la Macchina di Kadavus de Strange comienza a rasgar el tejido de la realidad, lo que obliga a Strange por petición de Peter a borrar los recuerdos del mundo de Parker antes de enviar a los personajes multiversales de regreso a sus propios universos. Los guionistas, Chris McKenna y Erik Sommers comenzaron a explorar la idea del multiverso y posiblemente revisaron personajes de películas pasadas de Spider-Man desde el principio durante el proceso de escritura, inicialmente planeando que esto fuera una provocación menor para los fanáticos. Los primeros borradores habían presentado prácticamente todos los personajes principales de las películas anteriores de Spider-Man, pero esto finalmente se redujo para evitar un «fanservice» excesivo. Casi todos los villanos multiversales fueron rediseñados en algún nivel para la película: a Osborn y Dillon se les dieron apariencias más precisas de los cómics, mientras que Molina y Dafoe fueron digitalmente envejecidos.

#### Doctor Strange in the Multiverse of Madness(2022)
La trama de Multiverse of Madness gira completamente en torno al multiverso. La película presenta al personaje América Chávez, una adolescente del Paralelo Utópico que puede teletransportarse entre universos a través de portales en forma de estrella. En la apertura de la película, Chávez y una versión alternativa de Strange de la Tierra-617 luchan contra un demonio en Gap Junction, un espacio entre universos, antes de que Chávez escape al universo del MCU.. El atuendo que usa esta versión de Strange se inspiró en la serie de cómics Defenders (2011) de Matt Fraction. Más tarde, se ve a Chávez y Strange atravesando 20 universos diferentes, que incluyen un mundo habitado por estatuas que se asemejan al personaje de Marvel Comics, Tribunal Viviente, un mundo animado con una apariencia de estilo cómic, una ciudad de Nueva York destruida después de una batalla alternativa de Nueva York, un mundo compuesto por drones de combate de Stark Industries de Far From Home, la Tierra Salvaje habitada por dinosaurios de los cómics, y una ciudad de Nueva York en blanco y negro atrapada en la década de 1930 después de ser tomada por Hydra. Los efectos visuales para la secuencia de 40 segundos de duración fueron proporcionados por Framestore, que inició el desarrollo casi un año y medio antes del estreno de la película. La compañía se refiere a la secuencia como «America Portal Ride», con el animador principal Alexis Wajsbrot buscando "hacer eco de la locura" del Magical Mystery Tour de Doctor Strange. Otras referencias en la secuencia incluyen homenajes a la obra de M. C. Escher, Salvador Dalí y Pablo Picasso.
Posteriormente, el dúo es capturado por los Illuminati, una sociedad secreta de superhumanos, en la Tierra-838. El grupo incluye a Karl Mordo, Capitana Carter, Blackagar Boltagon / Black Bolt, Maria Rambeau / Capitana Marvel, Reed Richards y el profesor Charles Xavier, quienes son interpretados por Chiwetel Ejiofor, Hayley Atwell, Anson Mount, Lashana Lynch, John Krasinski y Patrick Stewart, respectivamente Ejiofor, Atwell, Lynch y Mount repiten sus papeles de los medios anteriores del MCU, mientras que Stewart repite su papel de la serie de películas X-Men de 20th Century Fox. Sin embargo, todos interpretan versiones alternativas de sus personajes separadas de sus roles originales. Mount se pone un disfraz más parecido a los cómics que su aparición en la serie de ABC, Inhumans (2017), mientras que Lynch se sorprendió cuando supo que interpretaría una versión alternativa de Rambeau, creyendo inicialmente que interpretaría a un antepasado de Rambeau. Feige eligió a Krasinski para el papel porque era una sugerencia muy popular de los fanáticos para el papel, con su aparición reemplazando un cameo planeado por Daniel Craig como Balder the Brave. Stewart usa una silla de ruedas amarilla similar a la que se ve en X-Men: The Animated Series (1992–1997) y pronuncia una línea de X-Men: Days of Future Past (2014). Waldron, quien escribió el guion de esta película, no pudo incluir a Namor como parte de los Illuminati porque Marvel Studios tenía otros planes para él; el personaje aparecería más tarde en la película Black Panther: Wakanda Forever (2022). Se consideró que Obadiah Stane / Iron Monger aparecía como miembro de los Illuminati.
También aparece en la película una versión de Strange que ha sido corrompido por el Darkhold y tiene un tercer ojo. La realidad principal del MCU es designada Tierra-616 por una versión alternativa de Christine Palmer de Tierra-838, una científica que trabaja para la Fundación Baxter. Según la actriz Rachel McAdams, el papel de Palmer como "experta multiversal" le permitió tener más secuencias de acción que en la primera película, y sus interacciones con Strange de Tierra-616 ayudaron a resolver la historia de amor entre él y la Palmer de Tierra-616. Las primeras versiones de la película habían presentado otra versión alternativa de Palmer, así como versiones de la Tierra-838 de Nicodemus West y Hope van Dyne / Wasp, pero estas fueron eliminadas. Se informó que Tom Hiddleston regresaría como Loki, pero estuvo ausente en la película final. La película presenta varios conceptos relacionados con el multiverso al MCU. Al principio de la película, los sueños se revelan como visiones de contrapartes alternativas en el multiverso. Maximoff y Strange luego se involucran en "caminar en sueños", un "hechizo mental [y] físicamente agotador" en el que uno posee la contraparte multiversal de uno usando Darkhold. Además, las "incursiones" se establecen como eventos finales del universo que ocurren cuando uno deja una gran huella en una realidad alternativa, lo que hace que la conexión entre ambos universos se desestabilice y resulte en la destrucción de uno o ambos universos.
El enfoque de la película en el multiverso se reveló en la Convención Internacional de Cómics de San Diego (SDCC) de 2019, con el anuncio del título y la fecha de estreno de la película. Al explicar el subtítulo Multiverse of Madness, el coproductor, Richie Palmer declaró que la película exploraría las definiciones de la palabra "locura", así como los demonios internos, mientras que Feige declaró su intención de explorar el "lado aterrador y alucinante" del multiverso. Al elenco le resultó difícil hacer un seguimiento de las diferentes realidades del multiverso. Waldron también buscó evitar un «fanservice» excesivo y tuvo que "moverse rápido" con respecto al multiverso debido a que Multiverse of Madness es una película y no una serie de televisión. Sintiendo que su trabajo en la serie Rick and Morty (2013–presente) lo había preparado con la introducción de conceptos como el multiverso, agregó que la representación del multiverso en Multiverse of Madness difería de la serie antes mencionada en que el las realidades alternativas no se jugaron únicamente para risas, sino que vieron el multiverso como la pieza central emocional de la película. Waldron eligió escribir a Wanda Maximoff / Bruja Escarlata como la antagonista de la película en lugar de un villano relacionado con el multiverso como Kang porque no quería que la película estuviera "sobrecargada", y decidió presentar a los Illuminati para que la película pudiera "encontrar la locura en el multiverso". Como Multiverse of Madness originalmente estaba destinada a ser estrenada antes de No Way Home, Waldron trabajó con McKenna y Sommers para ajustar la trama de la película en consecuencia después de que Multiverse of Madness se retrasara. Feige describió el multiverso como "el siguiente paso en la evolución del MCU", y señaló que esta película también tendría repercusiones significativas en el MCU.

#### Ant-Man and the Wasp: Quantumania(2023)
Kang aparece en Quantumania, sirviendo como el principal antagonista de la película. En la película, se revela que instigó la guerra multiversal mencionada en Loki, subyugando y destruyendo líneas de tiempo enteras. Las variantes de Kang, conocidas colectivamente como el "Consejo de Kangs", lo destierran al Reino Cuántico por miedo, y Kang trama su venganza. En Reino Cuántico, solicita la ayuda de Janet para reconstruir el núcleo de poder de su nave espacial, lo que le permite viajar por el multiverso, pero Janet se rebela al enterarse de su pasado. Usando las Partículas Pym, Janet agranda el núcleo, dejándolo inutilizable. Décadas más tarde, Kang ha establecido un "imperio" en el Reino Cuántico, aterrorizando a sus habitantes. Obliga a Lang a recuperar el núcleo y restaurarlo a su tamaño original, pero Janet interviene y se produce una batalla. Lang y sus aliados finalmente derrotan a Kang destruyendo el núcleo, que lo distorsiona y luego lo envuelve.
La escena de la mitad de los créditos de la película presenta tres variantes de Kang: Immortus, Rama-Tut y Centurion, quienes convocan al Consejo al enterarse de la aparente muerte de Kang y planean su levantamiento multiversal contra la Tierra-616. En la escena posterior a los créditos de la película, Loki y Mobius se encuentran con otra variante de Kang, Victor Timely, en la década de 1900. Esta escena establece a la segunda temporada de Loki. Originalmente, se pretendía que aparecieran dos de los hijos de Hope de un universo alternativo, pero fueron eliminados. Según Jonathan Majors, quien interpreta a Kang, el personaje es un "Ser Nexus" que puede afectar la estabilidad del multiverso El guionista, Jeff Loveness dijo que dado que el concepto de viaje en el tiempo ya se había explorado en Endgame, buscó poner mayor énfasis en las conexiones de Kang con el multiverso y "evolucionar" la narración multiversal del MCU. También describió el Reino Cuántico como un "limbo conectado fuera del espacio y el tiempo", comparándolo con el "sótano" del multiverso. El director Peyton Reed declaró que la llegada de Kang al MCU tendría importantes implicaciones para el futuro de la franquicia.

#### Temporada 2 deLoki(2023)
Victor Timely, una variante de Kang, aparece en la segunda temporada de Loki. Loki y miembros de la AVT lo reclutan para ayudar a estabilizar el Telar Temporal, un dispositivo que refina tiempo bruto en hilos de línea de tiempo físicos. Después de varios intentos inútiles de evitar que el Telar se sobrecargue, Loki usa su floreciente habilidad de desfazarse en el tiempo para regresar a la Ciudadela al Fin de los Tiempos, donde residía «He Who Remains», en la temporada 1. Cuando Loki se enfrenta a «He Who Remains» en los momentos antes de que Sylvie lo matara, «He Who Remains» explica que el Telar era en realidad un dispositivo de seguridad diseñado para preservar la Línea de Tiempo Sagrada en caso de que las ramas de la línea de tiempo crecieran más allá del control de la AVT. Le presenta a Loki dos opciones: dejar que el Telar siga su curso para erradicar todo menos la Sagrada Línea del Tiempo, o eliminar el Telar y así dejar que todas las líneas de tiempo mueran. Después de mucha consideración, Loki se sacrifica usando sus poderes para destruir el Telar, revivir los hilos moribundos de la línea de tiempo y reformarlos en una estructura similar a un árbol, sentándose en el centro de las ruinas de la Ciudadela para administrar el árbol a perpetuidad.

#### Temporada 2 deWhat If...?(2023)
La segunda temporada de What If...? continuó narrando las actividades del Vigilante, explorando nuevas realidades alternativas en el multiverso. Algunos de los elementos de la historia de la primera temporada con la Capitana Carter, el Doctor Strange Supremo y el Vigilante continúan en esta temporada. El sexto episodio presenta un personaje original del MCU llamado Kahhori, una joven Mohawk en una línea temporal alternativa que busca descubrir sus nuevos poderes después de que el Teseracto aterrizara en la Confederación Haudenosaunee en América precolombina donde Colonización europea no ha ocurrido.
El episodio final de la temporada incluye el árbol del multiverso establecido en el final de la segunda temporada de Loki,  y también ve al Doctor Strange Supremo capturando a varios "asesinos del universo" para expiar sus pecados pasados. Strange le pide a Carter que le ayude a capturar una variante escapada, que huyó a un universo donde Hydra usó el Teseracto para destruir el mundo. Carter está de acuerdo, a pesar de la advertencia del Vigilante. Ella se encuentra con Kahhori, quien revela que Strange en realidad había estado capturando héroes y villanos de varios universos para alimentar Forge, un artilugio que creó para resucitar su propio universo, que indirectamente destruyó tratando de evitar la muerte de Christine Palmer. Mientras Strange intenta matar a Kahhori, Carter libera a las variantes encarceladas en el Sanctum, lo que le permite a ella y a Kahhori escapar de Strange. Se topan con Black Panther Killmonger, pero Kahhori lo teletransporta fuera de su Infinity Armor, permitiéndole a Carter usarla. Carter y Kahhori se enfrentan a Strange en el Forge, donde este último comienza a alimentarle con las variantes. Carter cuenta con la ayuda de las variantes que le prestan sus armas, mientras que Strange es lentamente dominado por su yo demoníaco. Finalmente, Carter logra separar a Strange de su contraparte demoníaca. Cuando el Forge comienza a colapsar, Strange lo sacrifica a él y a su yo demoníaco al Forge. El Vigilante teletransporta a Kahhori de regreso a su universo y lleva a Carter a su dimensión, donde revela que el universo de Strange había sido restaurado, aunque el propio Strange nunca nacería en él. Carter le pide al Vigilante que le muestre el multiverso antes de llevarla a casa.

#### Deadpool & Wolverine(2024)
La película Deadpool & Wolverine presenta al personaje Wade Wilson / Deadpool de las películas de X-Men, Deadpool (2016) y Deadpool 2 (2018) producidas por Fox, con Ryan Reynolds repitiendo el papel. La mayor parte de la película se desarrolla en la Tierra-10005 y el Vacío, mientras que la AVT y Alioth de Loki también aparecen. El escritor, Rhett Reese describió la película como una historia de pez fuera del agua para Deadpool, ya que es un lunático que será arrojado al "mundo muy cuerdo" del MCU. Feige ha descrito que Wilson descubrirá la «Sagrada Línea del Tiempo» en la película y la encontrará fascinante, pero se dará cuenta de que los planes del agente de la AVT Paradox pueden no ser lo que parecen y aprenderá que su oferta no es tan simple y hay apuestas "del tamaño de un universo" en camino.
La película también incluye varios personajes de las películas de Marvel de 20th Century Fox, incluido Hugh Jackman retomando su papel como una versión alternativa de Wolverine, junto con los miembros del elenco de las películas de Deadpool, Aaron Stanford como John Allerdyce / Pyro de X2 (2003) y X-Men: The Last Stand (2006), Dafne Keen como Laura / X-23 de Logan (2017), Jennifer Garner como Elektra Natchios de Daredevil (2003) y Elektra (2005), Chris Evans (quien anteriormente interpretó a Steve Rogers / Capitán América en el MCU) como Johnny Storm / Antorcha Humana de Los 4 fantásticos (2005) y Los 4 Fantásticos y Silver Surfer (2007), y Tyler Mane como Victor Creed / Sabretooth de X-Men (2000), con Wesley Snipes retomando su papel de la trilogía cinematográfica de Blade (1998–2004) de New Line Cinema y Channing Tatum interpretando a Gambito como referencia a una película no producida Gambito donde Tatum iba a protagonizar al personaje antes de su cancelación debido a la adquisición de Fox por Disney. Keen y Stanford confirmaron que sus papeles no son variantes de Laura y Pyro respectivamente, sino los mismos que interpretaron en la serie de películas X-Men, con la historia de fondo proporcionada por Reynolds y el director Shawn Levy siendo que fueron podados por la TVA algunos años después de sus últimas apariciones en lugar de ser tomados de puntos específicos de ciertas líneas de tiempo. Wolverine proviene de una realidad donde todos sus compañeros X-Men murieron, mientras que el resto de esos personajes aparecen como habitantes del Vacío, con Pyro y Sabretooth trabajando para Cassandra Nova (Emma Corrin), mientras que Laura, Elektra, Blade, la Antorcha Humana y Gámbito se oponen a ella como miembros de la resistencia que anteriormente incluían Daredevil, Magneto, Punisher, y Quicksilver. Otros personajes que trabajan para Cassandra son Juggernaut (Aaron W. Reed), Blob (Mike Waters), Azazel (Eduardo Gago Muñoz), Callisto (Chloe Kibble), Lady Deathstrike (Jade Lye), Psylocke, Arclight (Jessica Walker), y Toad (Daniel Medina Ramos), todos interpretados por especialistas en acrobacias en lugar de los actores de la serie cinematográfica original de los X-Men, aspi como El Ruso (Billy Clements) y Bullseye (Curtis Rowland Small). Para decidir qué personajes de la era de las películas de Marvel de 20th Century Fox regresarían, Levy y los realizadores se pusieron en contacto con las docenas de actores que se mostraban en el homenaje a Fox durante los créditos, incluidos algunos que finalmente no regresaron, como Ben Affleck como Daredevil o Vinnie Jones como Juggernaut, al tiempo que priorizaban que la película fuera emotiva y conmovedora en lugar de "volverse loco" con el Multiverso y desviar la atención de la audiencia de las "bolas que más cuentan", y señalaron que algunos de los personajes representados en la película estaban desde sus primeros borradores, mientras que otros "evolucionaron" durante meses en la preproducción.
También aparecen varias variantes de Deadpool del Vacío, como «Nicepool» (también interpretado por Reynolds), «Dogpool» (interpretada por la actriz canina, Peggy), «Ladypool» (con la voz de Blake Lively), «Headpool» (con la voz de Nathan Fillion), «Cowboypool» (Matthew McConaughey), entre otros. Otras siete versiones de Wolverine aparecen brevemente, seis de ellas también interpretadas por Jackman, mientras que una, apodada «The Cavillrine», es interpretada por Henry Cavill. Una de esas variantes aparece luchando contra Hulk.

#### Futuro
- La serie de Disney+, Your Friendly Neighborhood Spider-Man (2025-presente) explorará una versión de la historia de origen de Parker en una línea de tiempo alternativa en la que es asesorado por Norman Osborn en lugar de Stark.[195] También aparecen en la serie versiones alternativas de Strange, Matt Murdock / Daredevil, Octavius, Mac Gargan / Scorpion, Nico Minoru y May Parker.[196][197]
- La trama de «What If... Zombies?!» de la primera temporada de What If...? continuará en la serie de Disney+, Marvel Zombies (2025).[18][196]

## Universos notables

### Designado
Estos universos han sido designados oficialmente en sus respectivas películas y sirven como un componente central de la trama de esa película.

#### Tierra-616
Tierra-616, también conocida como la «Sagrada Línea del Tiempo», es el universo principal representado en el MCU. A pesar de haber sido designado como Tierra-199999 por Marvel Comics en 2008, Multiverse of Madness establece el MCU como Tierra-616 en un manual, compartiendo el nombre con el escenario principal de los cómics. El ejecutivo de Marvel Studios, Nate Moore, se refirió previamente al universo principal de MCU como Tierra-616 en noviembre de 2021, y Feige también comenzó a usar el término internamente antes del estreno de Multiverse of Madness. Además del uso del término de Beck en Lejos de casa, se puede ver una referencia al "universo 616" en la pizarra de Erik Selvig en The Dark World.

#### Tierra-838
Tierra-838 se introdujo por primera vez en Multiverse of Madness. Es, sobre todo, el lugar donde viven los Illuminati, una sociedad secreta fundada por una versión alternativa de Strange. Después de causar una "incursión" en otra realidad como consecuencia del uso del Darkhold para derrotar a Thanos, Strange es ejecutado por Boltagon en Titán, y Mordo lo sucede como uno de los miembros de los Illuminati. Los Illuminati se formaron a raíz del éxito del programa Ultrón y del posterior retiro de los Vengadores. Otros habitantes notables de la Tierra-838 son Palmer, Maximoff, sus hijos Billy y Tommy, y varios centinelas de Ultrón. Los centinelas de Ultrón tienen la voz de Ross Marquand, que regresa de What If...?, donde reemplazó a James Spader, quien había prestado su voz a Ultron en la película Avengers: Age of Ultron (2015). Esta realidad también existe bajo un régimen autoritario policial, como lo revela el guionista Michael Waldron.

#### Tierra-10005
La Tierra-10005 se presenta en Deadpool & Wolverine como el universo natal de Wade Wilson / Deadpool y el escenario de la serie de películas X-Men de 20th Century Fox. A medida que el universo comienza a desintegrarse tras la muerte de James "Logan" Howlett / Wolverine en Logan (2017), la «Time Variance Authority» (TVA) acoge a Deadpool y le muestra la historia del MCU, mostrada a través de grabaciones de archivo de películas pasadas del MCU. Además, Laura / X-23, interpretada por Dafne Keen que repite su papel de Logan, se revela tanto en la película como por la propia Keen como la misma versión, habiendo envejecido varios años después de los eventos de Logan antes de ser podada por la TVA en el Vacío y eventualmente convertirse en parte del grupo de la Resistencia.

#### Tierra-688
La Tierra-688 se menciona en Spider-Man: Across the Spider-Verse como la realidad del Universo Spider-Man de Sony. Eddie Brock y Venom visitan la Tierra-616 temporalmente durante una escena poscréditos al final de Spider-Man: No Way Home.

#### Tierra-828
Tierra-828 se presenta en Los Cuatro Fantásticos: Primeros Pasos como la realidad de origen de los Cuatro Fantásticos. La Tierra es un entorno retrofuturista inspirado en la década de 1960. La tecnología es muy diferente, y los Cuatro Fantásticos son los únicos superhéroes conocidos en este universo. La designación 828 proviene del cumpleaños de Jack Kirby, el 28 de agosto.

### Atraco al tiempo

#### Atraco al tiempo de 2012
Los Vengadores visitan la ciudad de Nueva York en un 2012 alternativo durante la Batalla de Nueva York en Endgame. Mientras Bruce Banner / Smart Hulk implora a la Ancestral que renuncie a la Gema del Tiempo, Rogers intercepta a un equipo S.T.R.I.K.E. y adquiere el cetro de Loki que contiene la Gema de la Mente. Stark y Lang intentan robar el Teseracto de la contraparte alternativa de Stark, pero el plan sale mal y Loki escapa con él. En Loki, esta realidad es "restablecida" por la AVT y el Loki alternativo es arrestado.

#### Atraco al tiempo de 2014
Durante el atraco al tiempo de los Vengadores en Endgame, Natasha Romanoff / Black Widow, Clint Barton / Hawkeye, James Rhodes / War Machine y Nébula viajan en el tiempo a un Morag alternativo en 2014. Romanoff y Barton parten en el Benatar a Vormir para adquirir la Gema del alma, en la que Romanoff se sacrifica. Mientras tanto, Rhodes y Nebula adquieren con éxito el orbe que contiene la Gema del Poder, pero Nébula es capturada por Thanos en 2014. Más tarde, 2014 Thanos y su buque de guerra, el Sanctuary II, son teletransportados al Complejo de los Vengadores en 2023, lo que lleva a una gran batalla entre las fuerzas de Thanos y los Vengadores, Guardianes de la Galaxia, Maestros de las Artes Místicas, Wakandianos, Asgardianos y Devastadores. Una versión alternativa de Gamora de 2014 traiciona a Thanos y se une a la Nébula 2023, y luego desaparece del campo de batalla. Ella regresó en la película, Guardianes de la Galaxia vol. 3 (2023).

### Universos alternativos de Spider-Man
Spider-Man: No Way Home (2021) sirve como cruce y vínculo con películas de acción en vivo anteriores de Spider-Man con el MCU, específicamente aquellas que presentaban la representación separada del personaje principal por Tobey Maguire y Andrew Garfield.

#### Universo de Peter-Dos
No Way Home presenta personajes de la serie de películas Spider-Man de Sam Raimi, con muchos actores retomando sus papeles de la trilogía. La versión de Parker de este universo, apodada "Peter-Dos", usa redes orgánicas en lugar de tiradores de telarañas como sus contrapartes alternativas, y mantiene una relación complicada con su interés amoroso Mary Jane Watson. Tres de los villanos de Parker, que incluyen a Osborn, Octavius y Marko, también son transportados a la Tierra-616. El guion oficial de No Way Home se refiere al universo de Parker como el «Raimi-verse».

#### Universo de Peter-Tres
No Way Home también presenta personajes de la serie de películas The Amazing Spider-Man de Marc Webb, con muchos actores retomando sus papeles de la duología. La versión de Parker de este universo, apodada "Peter-Tres", recuperándose de la muerte de su novia Gwen Stacy en la película The Amazing Spider-Man 2 (2014), haciéndose responsable de no haber podido salvarla, e incluso volviéndose violento y furioso como resultado en los años posteriores a su muerte. Dos de los villanos de Parker, que incluyen a Connors y Dillon, también son transportados a la Tierra-616. El guion oficial de No Way Home se refiere al universo de Parker como el «Webb-verse».

### Universos deWhat If...?
Hasta ahora, dos universos alternativos en What If...? han servido como puntos importantes de la trama de la historia o se planea ampliarlos en proyectos futuros.

#### Apocalipsis zombi
En una realidad explorada por primera vez en «What If...Zombies?!», Pym rescata a Janet del Reino Cuántico como lo hizo en la película, Ant-Man and the Wasp (2018), solo para descubrir que Janet ha sido infectada con un virus cuántico que la transformó en un zombi. Esto conduce a un apocalipsis zombi, con muchos Vengadores convertidos en zombis, incluidos Stark, Strange, Wong, Barton, Happy Hogan, Sam Wilson / Falcon, Sharon Carter / Agente 13, Rogers y Maximoff. Esta realidad será revisada en Marvel Zombies, en el que se revela que personajes adicionales se han transformado en zombis, incluidos Emil Blonsky / Abominación, Ava Starr / Ghost, Carol Danvers / Capitana Marvel, Okoye e Ikaris.

#### La conquista de Ultrón
El episodio «What If... Ultron Won?» de la primera temporada de What If...? se centra en un universo alternativo en la que Ultrón transfiere su conciencia al cuerpo de Visión, adquiere las Gemas del Infinito de Thanos y acaba con toda la vida en el universo. Esto lleva al final de la primera temporada, «What If... the Watcher Broke His Oath?», en el que el Vigilante reúne a seis personajes multiversales de los episodios anteriores conformando los Guardianes del Multiverso, y Ultrón es derrotado. Los animadores utilizaron un efecto artístico llamado Kirby Krackle en estos dos episodios para demostrar el poder multiversal de Ultrón y el Vigilante, que Bradley insistió en incluir debido a que nunca antes se había utilizado en el UCM.

### Otros universos
Estos universos fueron introducidos en sus respectivos medios brevemente para cumplir un objetivo argumental, pero aún no se les ha dado seguimiento.

#### Destrucción de la Tierra
Después de enterarse del asalto del ejército de Thanos a la Tierra en busca de la Gema de la Mente, y de una profecía que anuncia la destrucción de la Tierra el mismo día en la quinta temporada de Agents of S.H.I.E.L.D. (durante los eventos principales de Infinity War), un Glenn Talbot infundido con gravitonio, con la intención de ayudar a los Vengadores en su batalla contra el ejército de Thanos, intenta extraer más gravitonio del núcleo de la Tierra para aumentar su poder, destruyendo la Tierra sin darse cuenta y cumpliendo la profecía que pretendía evitar. En los eventos principales de la temporada, Phil Coulson y sus agentes son transportados a este futuro desde 2017, aprendiendo que sus seres futuros, al no poder evitar la destrucción de la Tierra, salvó a una pequeña porción de la humanidad dentro de la base Lighthouse de S.H.I.E.L.D., ahora en órbita alrededor de los restos de la Tierra como una estación espacial improvisada. Después de regresar a su propio tiempo, en 2018, seis meses después de que abandonaron su universo original, Daisy Johnson lanza a Talbot al espacio antes de que pueda destruir accidentalmente el planeta.

#### Universo X-Men adyacente
The Marvels (2023) presenta brevemente un universo donde los X-Men parecen tener un papel destacado. La villana Kree, Dar-Benn abre un portal a una realidad adyacente a la Tierra-616, donde Monica Rambeau queda atrapada al final del película. Ella despierta dentro de la X-Mansion, y es recibida por dos de sus habitantes, Maria Rambeau, tomando el nombre en clave de Binary, y uno de los X-Men, el mutante, Dr. Hank McCoy / Bestia, quien también menciona al Profesor Charles Xavier por nombre. McCoy es interpretado por Kelsey Grammer, repitiendo su papel de las películas X-Men de 20th Century Fox, X-Men: The Last Stand (2006) y X-Men: Days of Future Past (2014).

## Recepción

### Respuesta crítica
La secuencia «Magical Mystery Tour» en Doctor Strange fue elogiada por los críticos, con Umberto Gonzales de TheWrap llamándola un "viaje emocionante psicodélico trippy" y Britt Hayes de ScreenCrush describiéndola como "cosas asombrosas y elaboradas". En la trama centrada en el viaje en el tiempo de Endgame, Peter Travers de Rolling Stone lo encontró cliché pero distintivo, mientras que Peter Debruge de Variety lo llamó "el más desesperado de los trucos narrativos". Justin Chang de Los Angeles Times sintió que el uso del viaje en el tiempo sacrificó la consistencia por el «fanservice» que despierta la nostalgia. Después de los informes de que No Way Home involucraría al multiverso, Adam B. Vary de Variety sintió que el multiverso podría permitir que Tom Holland, quien interpreta a Parker en el MCU, apareciera en el SSU. Graeme McMillian de The Hollywood Reporter especuló si los Cuatro Fantpasticos y X-Men ingresarían al MCU a través del multiverso,, mientras que Hoai-Tran Bui de /Film cuestionó si la adición de personajes multiversales eclipsaría la actuación de Holland en No Way Home. Tras el estreno de la película, Benjamin Lee de The Guardian aplaudió a Watts por traer de vuelta a numerosos villanos de Spider-Man, mientras que John DeFore de The Hollywood Reporter creía que el punto de la trama multiversal abordaba la "Iron Man-ificación del personaje" en películas anteriores de Spider-Man en el MCU. Lee y DeFore también notaron el nivel de «fanservice» presente en la película, que se hizo eco de Bilge Ebiri de Vulture y Don Kaye de Den of Geek.
La representación del multiverso en Multiverse of Madness obtuvo una respuesta mixta de los críticos. Chang creía que el enfoque de la película sobre el multiverso permitía a los cineastas plantear cuestiones filosóficas intrigantes, en contraste con la representación del multiverso en la película Everything Everywhere All at Once (2022). El crítico de TheWrap, Alonso Duralde, sintió que Multiverse of Madness no logró alcanzar el nivel de "ingenio, nervio y carácter" de Everything Everywhere All at Once, pero elogió la escena «America Portal Ride» como "memorablemente alucinante". Peter Bradshaw de The Guardian se entretuvo con la escena «America Portal Ride», pero sintió que el concepto del multiverso reducía las apuestas generales de la historia. DeFore, quien también hizo una reseña de esta película, criticó el multiverso de MCU como un "dispositivo de trama que envejece rápidamente" y una "muleta que sostiene la franquicia". David Ehrlich de IndieWire expresó su frustración por el hecho de que la película solo se centró en dos universos paralelos a pesar de su título, ridiculizando aún más las características inusuales de la Tierra-838. Ross Bonaime de Collider, David Sims de The Atlantic y Princess Weekes de The Mary Sue criticaron la excesiva dependencia de la película en el «fanservice». Brian Tallerico, que escribe para RogerEbert.com, también elogió la secuencia «America Portal Ride», pero se sintió decepcionado porque la película no logró aprovechar por completo el potencial del multiverso. Owen Gleiberman de Variety cuestionó la lógica del multiverso del MCU.

### Teorías y especulaciones
Evan Peters aparece en el final del episodio «On a Very Special Episode...» de WandaVision como "Pietro Maximoff", después de interpretar previamente a Peter Maximoff en las películas de X-Men de Fox. El personaje fue interpretado previamente por Aaron Taylor-Johnson en Age of Ultron, con el personaje de Darcy Lewis señalando que Pietro había sido "recasteado" en la comedia ficticia dentro de la serie, WandaVision. Esta aparición fue ampliamente discutida por los comentaristas, quienes la declararon una emocionante sorpresa. Muchos críticos creían que esto sentó las bases para que se explorara el multiverso en futuras propiedades de la Fase Cuatro. En el final de la serie, «The Series Finale», se revela que el personaje de Peters es en realidad Ralph Bohner, un residente de Westview que está siendo controlado por Agatha Harkness y se hace pasar por Pietro. Este giro fue recibido con una respuesta mixta de los críticos. Matt Purslow de IGN estaba decepcionado de que la especulación de los espectadores no valiera la pena, llamando a esto un "truco injusto de Marvel", mientras que su colega Carlos Morales criticó el casting como innecesario y hueco. Por otro lado, Stephen Robinson de The A.V. Club sintió que se trataba de una revelación "elegantemente simple e independiente". Chancellor Agard de Entertainment Weekly y Daniel Gillespie de Screen Rant estuvieron de acuerdo, y Agard se sintió aliviado de que el personaje de Peters no fuera la misma versión de las películas de X-Men y Gillespie elogió el casting como una forma de generar debate. Vary de Variety pensó que se trataba de una "muy buena broma", pero señaló cómo las aparentes "travesuras del multiverso" habían provocado que la especulación de los fanáticos se descontrolara.
Las apariciones de Maguire y Garfield en No Way Home se mantuvieron en secreto hasta el estreno de la película, con Holland, Garfield,  y Feige negando repetidamente la participación de los actores en la película. Como resultado, los informes sobre el regreso de los personajes antes mencionados generaron una intensa especulación e interés en línea. Multiverse of Madness tuvo un nivel similar de especulación que No Way Home antes de su estreno, y muchos espectadores teorizaron que los personajes de Marvel que no pertenecen al MCU aparecerían en la película. Muchos de estos rumores no dieron resultado, con la notable excepción de Stewart, quien inicialmente negó su participación. Waldron expresó interés en el rumor de que Tom Cruise interpretaría una versión alternativa de Iron Man, pero afirmó que nunca se acercó a Cruise debido a sus compromisos de filmación en Mission: Imposible - Reckoning Dead Part One (2023) y su secuela (2025). Ryan Reynolds, quien interpreta a Wade Wilson / Deadpool en las películas X-Men de Fox, rechazó las afirmaciones de que aparecería en la película, pero Waldron reveló que se llevaron a cabo discusiones sobre si incluir un cameo suyo. Roger Cheng de CNET estaba decepcionado por los cameos de los Illuminati en Multiverse of Madness debido a su tiempo de pantalla limitado, y opinó que los cameos no lograron provocar el mismo sentimiento de emoción que No Way Home. Del mismo modo, Kirsten Acuna de Business Insider descartó los cameos como "engañoso fanservice" y una oportunidad perdida. Belen Edwards de Mashable argumentó lo contrario, creyendo que las secuencias de muerte rápidas y brutales de los Illuminati fueron un "buen cambio de ritmo" del nivel de «fanservice» de No Way Home.
La introducción del concepto de incursiones en Multiverse of Madness llevó a varios comentaristas a creer que Marvel Studios se estaba preparando para una adaptación de Secret Wars (2015),, en la que las incursiones juegan un papel clave. Al evaluar la dirección del MCU, Vary notó la prevalencia del multiverso y la introducción de Kang como un posible "gran malo". Feige luego reveló que los proyectos recientes del MCU contenían pistas sobre hacia dónde se dirigía la franquicia, lo que generó más especulaciones.
Con respecto a los rumores sobre posibles cameos para Deadpool 3 de personajes de películas pasadas de Marvel que no pertenecen al MCU como la Elektra Natchios de Jennifer Garner de Daredevil (2003) y Elektra (2005) o Sabretooth de Liev Schreiber de X-Men Origins: Wolverine (2009), el director Shawn Levy señaló que algunas apariciones rumoreadas eran ciertas mientras que otras no. Levy notó cómo los personajes que fueron incluidos en la película fueron agregados a su historia a medida que se desarrollaba en lugar de basarse en una "lista de deseos" de personajes y cameos que los productores querían incluir, y agregó que él y los realizadores fueron "disciplinarios" y "juiciosos" sobre qué personajes elegir para tener acceso ilimitado al legado cinematográfico de Marvel, siempre y cuando la película fuera "cálida" al incorporar esos personajes, como Pyro debido a que compartía los mismos poderes que la Antorcha Humana, aunque admitió que algunas inclusiones fueron más personales como la de Sabretooth de Tyler Mane debido al amor de Zeb Wells por el personaje.

### Comentarios de cineastas
Waldron reconoció el peligro de usar el multiverso como un dispositivo de trama en el MCU, creyendo que lo que está en juego en la historia podría reducirse "si no lo haces personal". Loveness se hizo eco de los comentarios de Waldron y agregó que esperaba "evolucionar" la narración multiversal de MCU. También le resultó un desafío hacer que el multiverso del MCU se sintiera único, dada su presencia en Rick and Morty, Everything Everywhere All at Once y la película de Sony Pictures Animation, Spider-Man: Into the Spider-Verse (2018). Joe Russo, quien codirigió Endgame con su hermano Anthony, advirtió que una sobreabundancia de películas centradas en multiversos podría conducir a resultados adversos, y pidió a los guionistas que "rechacen" las agendas corporativas de los estudios cinematográficos El director de Terminator: Dark Fate (2019), Tim Miller, sintió que la descripción de Endgame era inferior a la de la franquicia Terminator porque reducía las apuestas de la historia. El director de The Wolverine (2013) y Logan, James Mangold, a pesar de su trabajo anterior en la serie de películas interconectadas X-Men, expresó su disgusto por los multiversos y la construcción de universos de múltiples películas, considerándolos el "enemigo y la muerte" de la narración porque a la gente le importa más "la forma en que los Lego se conectan" que cómo funciona la historia para la audiencia, que debería ser en un nivel emocional en lugar de "intelectual" a través de «Easter eggs».

## En otros medios

### Universo Spider-Man de Sony
La escena de mitad de créditos de la película del SSU, Venom: Let There Be Carnage (2021) ve a Brock y Venom siendo transportados al MCU a través del multiverso como resultado del primer hechizo de Strange en Spider-Man: No Way Home. Feige afirmó que esta escena fue producto de una importante colaboración entre Marvel Studios y Sony Pictures, y fue dirigida por Watts durante la producción de esa película. Después del estreno de Let There Be Carnage, muchos comentaristas esperaban que Hardy repitiera sus papeles en No Way Home, con el personaje finalmente apareciendo en la escena de mitad de créditos de la película. El público reaccionó positivamente a la escena de Let There Be Carnage, aunque William Hughes de The AV Club y Vinnie Mancuso de Collider notaron cómo la escena eclipsó el resto de la película.
De manera similar, las dos escenas de mitad de créditos de la película Morbius (2022) ven a Adrian Toomes / Vulture del MCU, interpretado por Michael Keaton y visto por última vez en la película Spider-Man: Homecoming (2017), transportado al SSU como resultado del segundo hechizo de Strange en No Way Home. Procede a aliarse con el personaje titular, Michael Morbius, con la intención de formar un equipo para derrotar a Spider-Man. El director Daniel Espinosa declaró que Sony siempre tuvo la intención de tener un cameo de Keaton como Toomes, citando la animación Into the Spider-Verse como la principal inspiración para las escenas. Ambas escenas recibieron una respuesta abrumadoramente negativa de los críticos, quienes las encontraron confusas e insatisfactorias. Al escribir para The Mary Sue, Julia Glassman sintió que las escenas "[cayeron] planas" a diferencia de la escena de mitad de créditos de Let There Be Carnage, mientras que Kate Erbland de IndieWire estaba desconcertada por la repentina aparición de Keaton. Cathy Brennan de Time Out opinó que las escenas eran un intento débil de Sony de "cortejar a la audiencia ofreciendo una posible conexión" con el UCM, mientras que Brady Langmann de Esquire y Kaye de Den of Geek criticaron las escenas, mala redacción y falta de lógica. Eliana Dockterman de Time describió la escena como el cumplimiento del "mandato corporativo" de Sony de conectar el SSU al MCU, y señaló cómo contradecía muchos elementos de la trama de Homecoming y No Way Home.

### Spider-verseanimado
En Spider-Man: Across the Spider-Verse (2023), la secuela de Into the Spider-Verse, Miguel O'Hara / Spider-Man 2099 alude a los eventos de No Way Home y se refiere al UCM como "Tierra-199999". El codirector Kemp Powers declaró más tarde que la referencia a No Way Home estaba destinada a ser una meta mordaza y una línea descartable que se les ocurrió a Phil Lord y Christopher Miller para agregar humor a sus películas, lo que confirma que no tiene conexiones con el UCM. Donald Glover hace un cameo de acción real en la película como Aaron Davis / Prowler, después de haber interpretado previamente a una versión del personaje en Homecoming.

### Parques de Disney
Varias atracciones temáticas del MCU en las ubicaciones de Disney Parks están inspiradas en ella, pero se dice que tienen lugar en un universo alternativo paralelo a la Tierra-616 dentro del multiverso. Estas atracciones incluyen Avengers Campus en Disney California Adventure y Walt Disney Studios Park, Stark Expo Hong Kong en Hong Kong Disneyland, Guardians of the Galaxy: Cosmic Rewind en Epcot, y Avengers: Quantum Encounter en  Disney Wish. En este universo, el Blip y sus secuelas posteriores no ocurrieron, como la muerte de Stark, y los Vengadores han establecido campus en todo el mundo para reclutar nuevos héroes. En la D23 Expo en septiembre de 2022, se reveló que se estaba desarrollando una nueva atracción centrada en el multiverso en Disney California Adventure, con numerosos héroes del MCU de múltiples universos en una búsqueda para derrotar al "Rey Thanos".